# 黒衣の刺客
『黒衣の刺客』（こくいのしきゃく、原題: 刺客聶隱娘）は、ホウ・シャオシェン監督による2015年の台湾・中国・香港合作の武侠映画。

## あらすじ
8世紀後半の唐。聶隠娘（ニエ・インニャン）が、13年ぶりに両親の元へ帰ってくる。道士の嘉信（ジャーシン）に育てられ、暗殺者としての修行を積んだ彼女には、河朔三鎮の1つ魏博（ウェイボー）の節度使で自身の母方の従兄弟である田季安（ティエン・ジィアン）の暗殺という命令が下されている。
ある夜、何者かが季安の館に忍び入る。季安は、室内に残された玉玦の片割れを見て、幼なじみだった隠娘が自分の命を狙っているのだと悟る。
かつて、先帝の妹であり、妾腹の季安の養母だった嘉誠（ジャーチャン）公主の計らいにより婚約した隠娘と季安は、その証として玉玦を半分ずつ託された。しかし、田家と元家が同盟を結ぶため、2人の結婚は破談となった。隠娘に身の危険が迫っていると気づいた嘉誠公主は、双子の姉の嘉信に彼女を預けたのである。
隠娘の伯父で季安の叔父の田興（ティエン・シン）は、朝廷寄りの献言をしたことで季安の怒りを買い、国境へ左遷されることになる。義弟である隠娘の父・聶鋒（ニエ・フォン）が護送していくが、その道中、元家が送りこんだ刺客たちに襲われる。田興は生き埋めにされかけ、聶鋒らも縛りあげられるが、その場を通りかかった鏡磨きの青年が、助けに現れる。しかし衆寡敵せず青年も追い詰められたところに隠娘がかけつけ、刺客たちを撃退する。変わり果てた娘に、聶鋒は、道士に預けたのは誤りではなかったかと後悔を口にする。
別れも告げずに去った隠娘は、仮面の女刺客・精精兒（ジンジンアー）に襲われ手傷を負う。隠娘は、後を追ってきた鏡磨きの青年に連れ戻され、治療を受ける。青年はかつて日本から、妻と別れ、遣唐使としてやってきたのであったが、いかなる事情によってか、鏡磨きをしながら旅をしているのであった。
季安の妾である瑚姫（フージィ）が不意に廊下で倒れ込む。季安の館に忍び入っていた隠娘は、呪術に苦しむ瑚姫を救う。彼女は、慌てて駆けつけた季安に瑚姫の妊娠を告げ、その場をあとにする。その後、季安は、正妻の田元氏（ティエン・ユエンシ）が呪術師を雇い、瑚姫を苦しめようとしたのだと知る。呪術を行った道士は射殺され、季安は元氏を斬り捨てようとするが、とっさに母をかばう息子を前にして思いとどまる。
嘉信の元を訪れた隠娘は、季安暗殺の指令を遂行できなかったと告げる。「季安を殺害しても、後継ぎはまだ幼く混乱は必至であるから」という隠娘に、嘉信道士は暗殺者としての技術は完成しながらも情を捨てられなかったのだとなじる。隠娘と嘉信は一戦を交えるが、隠娘の剣術の腕前は、師匠である嘉信に引けを取らないものとなっている。隠娘は剣を収め、その場を立ち去る。嘉信は彼女の後ろ姿を呆然と見つめる。
隠娘は、新羅へ向かう鏡磨きの青年らと共に、霧深い草原の彼方へと姿を消すのだった。人間たちの些細な営みなど知らぬかのように、山々は自若として変わることはないのであった。

## キャスト
- 聶隠娘（ニエ・インニャン） - スー・チー
- 田季安（ティエン・ジィアン）（中国語版） - チャン・チェン
- 鏡磨きの青年 - 妻夫木聡
- 鏡磨きの青年の妻 - 忽那汐里
- 嘉誠（ジャーチャン）公主（中国語版）／嘉信（ジャーシン）（女道士） - シュー・ファンイー（二役）
- 田元氏（ティエン・ユエンシ）／精精兒（ジンジンアー） - チョウ・ユン（二役）
- 聶鋒（ニエ・フォン） - ニー・ダーホン
- 聶田氏（ニエ・ティエンシ） - ヨン・メイ
- 田興（ティエン・シン）（中国語版） - レイ・チェンユイ
- 瑚姫（フージィ） - シェ・シンイン
- 夏靖（シャアジン） - イーサン・ルアン

## スタッフ
- 監督：ホウ・シャオシェン
- 原作：裴鉶『聶隱娘』
- 脚本：ホウ・シャオシェン、チュー・ティエンウェン
- 撮影：リー・ピンビン
- 録音：ドゥー・ドゥージ
- 音楽：リン・チャン

## 製作
撮影は中国、台湾、日本で行われ、撮影期間は5年に及んだ。リー・ピンビンによって35mmフィルムで撮影されたが、編集はデジタルで行われた。

## 上映
2015年5月21日、第68回カンヌ国際映画祭のコンペティション部門にてプレミア上映された。日本では、インターナショナル版で削除された忽那汐里の出演場面をホウ・シャオシェン監督たっての希望で復刻した日本オリジナル・ディレクターズカット版が9月12日に一般公開された。

## 評価
Metacriticでは、28件のレヴューで平均値は80点だった。Rotten Tomatoesでは、96件のレヴューで平均値は7.5点、支持率は79%だった。サイトでは批評家の総意として、本作品を「一部の観客からは氷河のようなペースを敬遠されるかもしれないが、スリル満点なビジュアルを保つ本作は、ホウ・シャオシェンのハイライト的作品である」と評している
『Variety』のジャスティン・チャンは「本作は、見る者を最も深く夢中にさせるホウ・シャオシェンの作品のひとつであり、ことによると彼の作品のなかで最も魅惑的な美しさを湛えたものであるかもしれない」と述べた。
しかし、一方ではセリフは非常に少なく、「欧米人には分かりにくく、人物像が理解しにくい」という批評もあった。

### 受賞
| 年   | 映画賞                           | 賞                   | 結果       |
| ---- | -------------------------------- | -------------------- | ---------- |
| 2015 | 第68回カンヌ国際映画祭           | 監督賞               | 受賞       |
| 2015 | 第52回金馬奨                     | 最優秀作品賞         | 受賞       |
| 2015 | 第52回金馬奨                     | 最優秀監督賞         | 受賞       |
| 2015 | 第52回金馬奨                     | 最優秀撮影賞         | 受賞       |
| 2015 | 第52回金馬奨                     | 最優秀メイク&衣装賞  | 受賞       |
| 2015 | 第52回金馬奨                     | 最優秀音響効果賞     | 受賞       |
| 2015 | 第19回オンライン映画批評家協会賞 | 非英語映画賞         | 受賞       |
| 2015 | 第19回オンライン映画批評家協会賞 | 撮影賞               | ノミネート |
| 2015 | 第19回トロント映画批評家協会賞   | 外国映画賞           | 次点       |
| 2015 | 第89回キネマ旬報ベスト・テン     | 外国映画ベスト・テン | 5位        |
| 2016 | 第50回全米映画批評家協会賞       | 撮影賞               | 2位        |
| 2016 | 第50回全米映画批評家協会賞       | 外国語映画賞         | 3位        |
| 2016 | 第10回アジア・フィルム・アワード | 作品賞               | 受賞       |
| 2016 | 第10回アジア・フィルム・アワード | 監督賞               | 受賞       |
| 2016 | 第10回アジア・フィルム・アワード | 主演女優賞           | 受賞       |
| 2016 | 第10回アジア・フィルム・アワード | 助演女優賞           | 受賞       |
| 2016 | 第35回香港電影金像奨             | 最佳兩岸華語電影     | 受賞       |

## 注・出典
1. ↑  唐代の伝奇小説。『太平広記』一九五 豪俠二 5編目 に収録され、末尾に出伝奇 とする。日本語版は、唐宋伝奇集 下『42空を飛ぶ侠女－聶隠娘』 今村与志雄 訳1988年 岩波文庫 ISBN 4-00-320382-8 、p.192-201 と 六朝・唐・宋小説選 二五 伝奇 『三 聶隠娘』 前野直彬 訳 1968年 平凡社 中国古典文学大系 24 ISBN 4-582-31224-1、p.354-358 がある。
2. ↑  Frater, Patrick (2015年8月10日). “Hou Hsiao-hsien’s ‘The Assassin’ To Strike China Screens”. Variety. 2015年9月13日閲覧。
3. ↑  “刺客聂隐娘（2015）” (Chinese). cbooo.cn. 2015年10月20日閲覧。
4. ↑  「キネマ旬報」2016年3月下旬号 70頁
5. ↑  “The Assassin（2015）”. 2015年10月20日閲覧。
6. ↑  「刺客」の訓読は「しかく」であるが、昨今「しきゃく」と読むのが流布している。松竹のポスター・チラシ・パンフ・DVDなどにいずれも「しきゃく」とルビがふられている。
7. ↑  “「黒衣の刺客」日本公開版に忽那汐里が出演、回想シーンで妻夫木聡の妻演じる”. 映画ナタリー (2015年7月6日). 2015年9月13日閲覧。
8. ↑  “ホウ・シャオシェン監督、台湾映画界の未来を見据えて作った初の武侠時代劇を語る”. 映画.com (2015年9月9日). 2015年9月13日閲覧。
9. ↑  Liang, Rubing (2015年9月3日). “Interview: Hou Hsiao-hsien with Shu Qi and Chang Chen”. Film Comment. 2015年9月13日閲覧。
10. ↑  Elley, Derek (2015年5月23日). “The Assassin”. Film Business Asia. 2015年9月12日閲覧。
11. ↑  “忽那汐里、カンヌ監督賞『黒衣の刺客』日本公開版に登場！ホウ・シャオシェン監督たっての希望で”. シネマトゥデイ (2015年7月6日). 2024年4月9日閲覧。
12. ↑  “カンヌ監督賞『黒衣の刺客』忽那出演シーン、女性スタッフの「妻夫木に妻が居るなんてひどい」の声でカット”. シネマトゥデイ (2015年9月11日). 2015年9月12日閲覧。
13. ↑  “The Assassin”. Metacritic.   CBS Interactive. 2016年5月5日閲覧。
14. ↑  “The Assassin”. Rotten Tomatoes.   Flixster. 2016年5月5日閲覧。
15. ↑  Chang, Justin (2015年5月20日). “Film Review: ‘The Assassin’”. Variety. 2016年5月5日閲覧。
16. ↑  ホウ・シャオシェン監督「黒衣の刺客」の映像美、7回目の正直でグランプリ受賞か―カンヌ映画祭 - ライブドアニュース
17. ↑  Perez, Rodrigo (2015年5月24日). “Cannes Awards Winners: Jacques Audiard's 'Dheepan' Wins Palme d’Or; Rooney Mara Ties For Best Actress With ‘Carol’”. Indiewire. 2015年9月12日閲覧。
18. ↑  “金馬奨でホウ・シャオシェン「黒衣の刺客」が最多5冠、妻夫木聡の登壇も”.   映画ナタリー (2015年11月25日). 2015年11月25日閲覧。
19. ↑  “オンライン映画批評家協会賞は「マッドマックス 怒りのデス・ロード」が4冠”.   映画.com (2015年12月15日). 2015年12月16日閲覧。
20. ↑  “The Toronto Film Critics Association names Todd Haynes’ Carol the Best Film of the Year”.   TFCA (2015年12月14日). 2015年12月17日閲覧。
21. ↑  “キネマ旬報ベスト・テン発表、「恋人たち」「マッドマックス」が1位に輝く”.   映画ナタリー (2016年1月8日). 2016年1月8日閲覧。
22. ↑  “Awards for 2015 films by NSFC on January 3, 2016”.  全米映画批評家協会 (2016年1月3日). 2016年1月6日閲覧。
23. ↑  “浅野忠信、アジアフィルムアワードで最優秀助演男優賞を受賞しガッツポーズ”. 映画ナタリー. (2016年3月18日) 2016年3月16日閲覧。